# Julius Gundling
Julius Anton Gundling (7. března 1828 Praha – 4. května 1890 Praha) byl český spisovatel německé národnosti, který psal pod pseudonymy Lucian Herbert a Julius von Mergentheim.

## Život
Julius Gundling působil od mládí jako spisovatel a novinář, nejprve jako redaktor humoristického časopisu Rübenzahl, poté jako zaměstnanec Prager Morgenpost a nakonec v letech 1876/1877 jako spoluzakladatel, redaktor a divadelní kritik Prager Tagblatt. Stal se také známým jako dopisovatel novin, jako je Augsburger Allgemeine Zeitung. Jeho černobílé obrázky ze starého a nového Rakouska, které zde vydal, byly později vytištěny v knižní podobě. Byl také oblíbeným romanopiscem své doby. Během studií se stal v roce 1848 členem staropražského bratrstva Teutonia a v letech 1848/49 pražského bratrstva Markomannia. Gundling stejně jako jeho otec absolvoval právnická studia jako iuris utriusque cultor (JuC), což mu umožnilo následně zastávat místo smírčího soudce v Praze. Jako soukromník však v 35 letech opět odešel do důchodu a věnoval se spíše literární tvorbě.

## Rodina
Jeho bratrem byl zemský právník Eduard Gundling, profesor práv na Karlo-Ferdinandově univerzitě v Praze, který mimo jiné pořádal německo-české přednášky z dějin hudby. Jeho neteří byla Antonie von Procházka (dcera E.Gundlinga).
Dne 19. února 1852 se Julius Gundling v Praze oženil s Marií Magdalenou (Madelaine) Ballasko. S ní měl dvě dcery, Amálii a Katharinu. Poslední jmenovaná byla jednou z prvních žen, které studovaly. Vystudovala filozofii na univerzitě v Curychu.

## Dílo (výběr)
- Henriette Sontag. Künstlerlebens Anfänge in Federzeichnungen, 1860.
- 1830. Roman und Geschichte, 1861.
- 1831 oder Polens letzte Tage. Roman und Geschichte, 1861–1862.
- Moderner Don Juan. Roman. 1862.
- Carlo Alberto und Louis Napoleon. Roman und Geschichte, 1864.
- Nikolaus von Metternich. Roman und Geschichte, 1866–1868.
- Bis zum Rubicon. Roman aus Julius Cäsars Jugendleben, 1867.
- Nikolsburg und seine Folgen. Historischer Roman aus Österreichs neuester Zeit, 1867–1868.
- Das Testament Peters des Großen. Roman und Geschichte, 1869.
- Friedliche Fahrten in kriegerischer Zeit, 1872.
- Casanova, Chevalier von Seingalt. Roman, 1874.